# Kevin Shirley
Kevin Shirley, soprannominato The Caveman (Johannesburg, 29 giugno 1960), è un produttore discografico sudafricano.
Ha lavorato con molti artisti, tra cui Iron Maiden, Deep Purple, Rush, Led Zeppelin, Dream Theater, Aerosmith, Journey, Black Crowes, Europe, Mr. Big, HIM, Slayer, Joe Bonamassa.
Ha collaborato con il supergruppo Black Country Communion.